# 660km-discontinuïteit
De 660km-discontinuïteit is een globale seismische discontinuïteit op 660 km diepte in de aardmantel, die de scheiding vormt tussen de manteltransitiezone en de ondermantel.

## Eigenschappen
Op deze discontinuïteit neemt de snelheid van seismische golven naar beneden toe. De naam komt van de gemiddelde diepte waarop de discontinuïteit te vinden is.
De oorzaak van de discontinuïteit is een faseovergang in het mineraal olivijn, waaruit de mantel grotendeels is opgebouwd. Boven de 660km-discontinuïteit heeft olivijn een γ-spinelstructuur (dit wordt wel ringwoodiet genoemd); eronder vormt olivijn een perovskietstructuur. Daardoor heeft het materiaal onder de discontinuïteit een hogere dichtheid.

## Gevolg voormantelconvectie
Zoals alle faseovergangen in gesteente, gaat het om een metamorfe reactie, die optreedt bij een bepaalde temperatuur en druk. Op 660 km diepte is de druk ongeveer 23,5 GPa. Als de temperatuur stijgt, is een lagere druk echter ook voldoende om de spinel- naar perovskietomzetting plaats te laten vinden (de clapeyroncurve is ongeveer −2 MPa/K).
Bij een omhooggerichte stroming van warm materiaal (bijvoorbeeld een mantelpluim), zal de omzetting daarom minder diep plaatsvinden. Bij een naar beneden gerichte stroming van koud materiaal (zoals het zinken van gesubduceerde oceanische korst) zal de omzetting juist op grotere diepte plaatsvinden. In beide gevallen zal de stroming afgeremd worden omdat een anomalie in dichtheid ontstaat. Aangenomen wordt daarom dat in bepaalde gevallen het subductieproces op de 660km-discontinuïteit ten einde komt, waardoor de gesubduceerde korst zich op de discontinuïteit zal ophopen. Er is echter bewijs gevonden dat in sommige gevallen koude gesubduceerde korst toch door de 660km-discontinuïteit heen zakt.